# Rd Mochtar
Hajji Raden Mochtar, né le 31 mai 1918 dans les Indes orientales néerlandaises et mort à une date inconnue, souvent désigné sous le nom de Rd Mochtar, est un acteur indonésien. Il est découvert par Albert Balink et fait ses débuts au cinéma dans le film à succès Pareh en 1936. Sa popularité s'accroît avec la sortie de Terang Boelan l'année suivante. Au cours de sa carrière, qui s'étend sur près de soixante ans, Mochtar s'illustre également en tant qu'homme d'affaires et agriculteur.

## Filmographie
- 1936 : Pareh
- 1937 : Terang Boelan
- 1952 : Rodrigo de Villa